# Colias chippewa
Espèce
Colias chippewa est une espèce de lépidoptères (papillons) de la sous-famille des Coliadinae (famille des Pieridae).

## Dénomination
L'espèce Colias chippewa a été décrite en 1872 par William Henry Edwards.

### Noms vernaculaires
Colias chippewa se nomme Heath Sulphur en anglais.

### Sous-espèces
- Colias chippewa chippewa ; présent dans toute son aire canadienne.
- Colias chippewa baffinensis Ebner & Ferris, 1978 ; présent dans l'ile de Baffin des Territoires du Nord-Ouest.
- Colias chippewa gomojunovae Korshunov, 1996 ; présent dans la Péninsule tchouktche et au Magadan[1].

## Description
Colias chippewa est un papillon de taille moyenne (son envergure varie de 32 à 45 mm). Le mâle est d'une couleur jaune brillant à bordure noire, sans point discoïdal aux antérieures et un revers suffusé de foncé à tache blanche au centre des postérieures
Les femelles sont blanches avec une étroite bordure foncée.

### Chenille
La chenille est verte, avec une bande jaune sur chaque flanc.

## Biologie

### Période de vol et hivernation
Colias chippewa vole de mi-juin à début août, en une seule génération.

### Plantes hôtes
La plante hôte de sa chenille est l'airelle, airelle des marécages Vaccinium uliginosum et airelle gazonnante Vaccinium caespitosum,.

## Écologie et distribution
Colias chippewa est présent dans l'extrême nord-est de l'Asie au Magadan et dans la Péninsule tchouktche et dans le nord de l'Amérique du Nord, en Alaska et au Canada dans la Saskatchewan, le Yukon, l'Ontario, les Territoires du Nord-Ouest, le Manitoba, l'Alberta et la Colombie-Britannique.

### Biotope
Colias chippewa réside dans la toundra.

### Protection
Pas de statut de protection particulier.